# Анна Сергеевна Одинцова
Этот тип нарисован у вас так тонко, что вряд ли и уразумеют его вполне будущие судители.
Анна Сергеевна Одинцова (1831 — не ранее 1862) — персонаж романа И. С. Тургенева «Отцы и дети». 28-летняя богатая вдова, аристократка.
Первая и последняя, безответная любовь главного героя романа нигилиста Евгения Базарова, до знакомства с ней отрицавшего любовь.

Тургенев явно превзошёл в создании полной иллюзии животрепещущей реальности.

Его Одинцовой действительно присущи волнующее обаяние женственности и естественной грации, покоряющее Базарова как бы независимо от усилий автора; трезвый и гибкий ум, способный многое понять и оценить по достоинству. При всех её сибаритских наклонностях в каждом слове и душевном движении Одинцовой без труда угадывается женщина, искушенная разнообразным жизненным опытом и потому немного насмешливая и добродушно снисходительная ко всем окружающим её людям.— литературовед А. И. Батюто

## История жизни
Образ Одинцовой - это фокус, средоточие «второго» сюжета, его сердцевина. Именно встреча с женщиной, сосредотачивающей в себе мистико-символический смысл, сокрушает стройный нигилизм героя…

…мы встречаем одну из интереснейших женских личностей Тургенева — Анну Сергеевну Одинцову, героиню «Отцов и Детей».— Д. Н. Овсянико-Куликовский
- Сведения ниже даны по тексту романа, указания в скобках — цитаты по предшествовавшим написанию романа авторским формуляру и плану.

Настоящие жизненные испытания начинаются для него, как только на сцене появляется Одинцова. Базаров встречает ее появление возгласом: «Что это за фигура? На остальных баб не похожа».
Но что представляет собой Одинцова?
 В прошлом Анны Сергеевны — ключ к пониманию её характера.
[Родилась в 1831 году], зимой или весной.
Отец — Сергей Николаевич Локтев (1800—1851) известный в Петербурге и Москве красавец, аферист и игрок, который после пятнадцати лет шумной жизни в Петербурге и в Москве, кончил тем, что в [1849 году] проигрался в прах и вынужден был поселиться в глухой деревне, где скоро умер.
Мать — из обедневшего рода князей X… [умерла, когда ещё муж был в полной силе в 1846 году, Анне было тогда 15 лет].
Ещё до переезда в деревню получила отличное воспитание в Петербурге.
После смерти отца, оставившего дочерям крошечное состояние, 20-летняя Анна оказалась в тяжёлом положении от свалившихся на неё забот по хозяйству и по дому в деревне, отсутствие знакомых, выписала к себе сестру своей матери, княжну Авдотью Степановну Х…ю, злую и чванную старуху, и взяла на себя заботу о 12-летней младшей сестре Катерине.
Вскоре вышла замуж за очень богатого 46-летнего Одинцова, «чудак, ипохондрик, пухлый, тяжёлый и кислый, впрочем, не глупый и не злой», который, случайно её увидев, влюбился и предложил ей руку.
[В 1856 году], через шесть лет брака, Одинцов умер, оставив ей всё своё большое состояние.
Через год отправилась с сестрой за границу — в Германию, но соскучилась и вернулась в Россию.
Уединённо жила в своём имении — усадьбе Никольское, что в 40 верстах от губернского города [Орла], редко наведываясь в город.
Роман с XV главы начинается как бы заново.
 В XIV главе, с введением в сюжет Одинцовой, Базаров теряет свое прежнее «подавляющее» (Тургенев) превосходство над окружающими его людьми, подчиняясь, покоряясь властной, всепобеждающей силе, заключенной в этой необыкновенной женщине.
Лето 1859 года — время её явления на страницах романа «Отцы и дети».
В июне 1859 года на балу в губернском городе встречает Евгения Базарова и Аркадия Кирсанова и приглашает их погостить у себя в имении.
22 июня 1859 года Базаров и Аркадий приезжают к ней в имение Никольское, где проводят 15 дней.
Однако через два дня герои снова по пути из Марьино в деревню родителей Базарова заезжают в Никольское, но, встреченные неприветливо, через несколько часов уезжают.
Через месяц, после дуэли с Кирсановым [дуэль 20 июля], в Никольское снова приезжает Базаров, где между ним и Одинцовой происходит новое объяснение, а Аркадий делает предложение её сестре Кате. Базаров уезжает, а Одинцова живёт, наблюдая за готовящимися к свадьбе молодыми.
[25 августа] Базаров умирает, перед этим послав нарочного за Одинцовой, которая приезжает последний раз увидеться с ним.
В январе 1860 года, через неделю после свадьбы сестры Кати с Аркадием, уехала в Москву.
В дальнейшем вышла замуж за одного из будущих русских деятелей, законника [политического деятеля вроде Унковского].

## Внешность
— Мне сейчас сказывал один барин, что эта госпожа — ой-ой-ой; да барин-то, кажется, дурак. Ну, а по-твоему, что она, точно — ой-ой-ой? 
— Я этого определенья не совсем понимаю.
— Вот ещё! Какой невинный!
28 лет, очень мила. Высокая, стройная, с достоинством осанки, плечи — покатые. Глаза — светлые. Волосы — блестящие, гладко зачесанные за уши, придающие девическое выражение её лицу. Лицо милое, важное и умное; нос немного толст («как почти у всех русских»).
Выражение Базарова об Одинцовой в тексте романа — «эдакое богатое тело», — по словам литературоведа Г. Н. Яковлева, сразу же после выхода романа в 1862 году «вызвало журнальную драку» между журналами «Русский вестник» и «Библиотека для чтения»:

Обворожительная красавица, царица. Но неужели она могла привлечь Базарова только внешностью? Отрицательный ответ, казалось бы, ясен. Однако, видимо, не всем. Порой литераторы затевали забавную перепалку. В спор о плечах и теле Одинцовой вмешался Писарев, обративший внимание, один из немногих в ту пору, на другие стороны натуры этой одарённой женщины. Что Одинцова — не раскрашенная кукла, не модель и не пустышка, ясно с первых строк: «какой-то ласковой и мягкой силой веяло от её лица».

В то же время Тургенев далек от того, чтобы наделить свою героиню чертами ослепительной красоты или безукоризненного совершенства; о красоте он даже вовсе не говорит.

Её сила не в красоте, а в какой-то естественной прелести.— литературовед Г. А. Бялый

## Характер
В самом деле, Одинцова сразу производит впечатление достоинства и незаурядности. Её портрет составлен из штрихов и деталей, которые должны были импонировать именно такому человеку, как Базаров. Аркадий все время ощущает её душевное превосходство, и это вызывает у него в душе какое-то «изящное смирение».
«Спокойно и умно, именно спокойно, а не задумчиво, глядели светлые глаза из-под немного нависшего белого лба, и губы улыбались едва заметною улыбкою. Какою-то ласковой и мягкой силой веяло от ее лица», по иным замечаниям её видно, что «эта молодая женщина уже успела перечувствовать и передумать многое».
— литературовед Г. А. Бялый
Анна Cepгeeвнa Одинцова стоит особняком в галерее женских образов Тургеневa, отмечено, что эта тургеневская героиня не относится к типу «тургеневской девушки».
Как указано в романе — характер у неё был свободный и довольно решительный. Одинцова, по мнению губернских остряков, «прошла через огонь, воду и медные трубы».
В свои 28 лет она считает, что уже прожила долгую и несчастную жизнь, однако, говорит, что «воспоминаний много, а вспоминать нечего».
Очень любит музыку, но сама не играет. Из домашних животных — красивая борзая собака (которую держит её младшая сестра).
В Петербурге получила блестящее образование, уже в деревне «прочла несколько хороших книг», но перед сном любит почитать пару страниц «глупого французского романа».
| фрагмент из формуляра | фрагмент романа |
| --- | --- |
| Чрезвычайно умна, холодна, добродушна, а склонна к увлечениям в то же время — к увлечениям собственными мыслями. — Память большая, много прочла, характер свободный и решительный. Пользуется репутацией ёmancipée. … — Очень решительна. — Музыку она очень любит — но не играет сама. … Говорит по-русски отлично, даже слишком хорошо; читает сурьезные книги — и довольно учёна: любит говорить и спорить.— А. С. ненавидит всё пошлое — Отца очень любила — и который и её любил, и шутил с ней, почти как с ровней. Она немного наследовала его дух. | Анна Сергеевна была довольно странное существо. Не имея никаких предрассудков, не имея даже никаких сильных верований, она ни перед чем не отступала и никуда не шла. Она многое ясно видела, многое её занимало, и ничто не удовлетворяло её вполне; да она едва ли и желала полного удовлетворения. Её ум был пытлив и равнодушен в одно и то же время: её сомнения не утихали никогда до забывчивости и никогда не дорастали до тревоги. […] Как все женщины, которым не удалось полюбить, она хотела чего-то, сама не зная, чего именно. Собственно, ей ничего не хотелось, хотя ей казалось, что ей хотелось всего. |

Основная характеристика героини в романе — кусок текста в главе XVI размером в целую страницу (со слов: «Анна Сергеевна была довольно странное существо» до слов «хотя ей казалось, что ей хотелось всего») — вписан на полях т. н. «парижской рукописи» в конце 1961 года в ответ на критическое замечание В. П. Боткина, что персонаж производит неясное впечатление:

Нетрудно заметить, что эта большая вставка представляет собою не что иное, как излюбленную Тургеневым предварительную характеристику героя, в данном случае Одинцовой. Характеристика указывает на такие черты личности героини, которые как бы заранее предопределяют развитие любовной коллизии романа и её неудачный для Базарова финал.

Одинцова здесь изображается женщиной, не способной к риску в интимной жизни. С появлением этой вставки яснее ощущается зависимость между поступками Одинцовой и их тайными пружинами. В отрывке точно очерчена основа характера Одинцовой — ленивая любовь к покою, привычка к комфорту, к размеренной усадебной барской жизни, которые неизменно берут верх над всеми другими чувствами и склонностями героини.— литературовед А. И. Батюто, комментарий к роману, Сочинения И. С. Тургенева в 30 томах, 1981 год
Литературовед Д. Н. Овсянико-Куликовский, анализируя героинь писателя — «тургеневских женщин» писал, что персонаж Одинцовой — это дальнейшее развитие Ирины из романа «Дым», и главной характеристикой героини называл — отвращение к пошлости:

У Одинцовой одна из характерных черт это именно — отвращение к пошлому. Вообще в положении и роли Ирины она немыслима. Это обусловливается ещё и другими чертами натуры Одинцовой, именно её спокойствием, душевной уравновешенностью, холодностью и известным эгоизмом. Ирина мирится с пошлостью, Одинцова от неё бежит. Ирина — хищница, у Одинцовой хищность уже выродилась в безвредную игру скучающей барыни. На иной взгляд, пожалуй, эти черты низведут её с пьедестала и заставят предпочесть ей страстную и грешную Ирину. Это уж будет дело субъективного взгляда и личного вкуса. …

### Отношения с мужчинами
Действует на мужчин — но не возбуждает в них желания — они ее побаиваются, хотя всё ее тело — прелесть и тайные его красоты неоценимы. ... — а между тем она очень нравственна — из гордости — хотя дала бы, если б полюбила — и для того, чтобы узнать, что это такие за чувства.
 Ей кажется — что она полюбить не может.
Никогда не любила и ей кажется, что она полюбить не может.
Хотя в губернском городе о ней ползут разные слухи, но автор в формуляре указывает что она очень нравственна.
За покойного мужа вышла по расчёту, «хотя она, вероятно, не согласилась бы сделаться его женой, если б она не считала его за доброго человека», при этом она его едва выносила и получила тайное отвращение ко всем мужчинам, которых представляла себе не иначе как неопрятными, тяжелыми и вялыми, бессильно докучливыми существами. При этом:

Воображение её уносилось даже за пределы того, что по законам обыкновенной морали считается дозволенным.— фрагмент романа
Как указано в формуляре: «Французики ей противны — она хотела бы найти Шведа».
И в романе и в формуляре указывается, что за границей она как-то раз встретила молодого красивого шведа с рыцарским выражением лица и честными голубыми глазами, который «оставил ей довольно глубокое впечатление», но эта встреча, однако, не помешала ей заскучать за границей и вернуться в Россию.

### Отношение к Базарову
Сам автор романа И. С. Тургенев категорически не допускал, что Одинцова может полюбить Базарова:

 Одинцова так же мало влюбляется в Аркадия, как в Базарова, как Вы это не видите! — это та же представительница наших праздных, мечтающих, любопытных и холодных барынь-эпикуреек, наших дворянок. Графиня Сальяс это лицо поняла совершенно ясно. Ей бы хотелось сперва погладить по шерсти волка (Базарова), лишь бы он не кусался — потом мальчика по его кудрям — и продолжать лежать вымытой, на бархате.— Тургенев И. С. - Случевскому К. К., письмо от 14(26) апреля 1862 г.
Однако, даже несмотря на прямое указание автора, и современные роману критики (в частности — Д. И. Писарев считал, что если бы Базаров проявил свою страстность «двумя или тремя месяцами позднее, то Одинцова увлеклась бы ею сама до полнейшего самозабвения»), и в дальнейшем литературоведы, писали о возможности «или» для Одинцовой, и даже о её «недвусмысленном намёке на чувство». При этом основанием для игнорирования мнения автора Т. Г. Браже видела в том, что само произведение противоречит его создателю:

Комментируя впоследствии свой роман, Тургенев писал К. К. Случевскому, что «Одинцова так же мало влюбляется в Аркадия, как в Базарова». Но против Тургенева — толкователя своих произведений может выступить Тургенев — автор произведения. Изображая психологическое состояние Одинцовой, Тургенев дает такие детали, которые говорят о большем, чем заинтересованность, чувстве к Базарову.
По замечанию Г. Н. Яковлева фраза Тургенева в письме «мало влюбляется» не означает, что «не влюбляется», а влюбляется, но «мало» — что для никогда не любившей женщины может значить невероятно много, а главное — ведь вначале она собиралась сказать Базарову «одно слово», но тот покинул её, и она была вынуждена решать свой «роковой гамлетовский вопрос» — «Или?».
Отмечается, что героиня романа живёт «как бы независимо от усилий автора», её женский образ соединяет в себе различные значения «самодостаточно (без открытого авторского вмешательства)».

## Прототипы
В «Формулярном списке» героев будущего романа Одинцова значится за № 8, её прошлое и характер расписаны очень подробно, но прототип не указан.
Литературовед А. И. Батюто заметил, что хотя «почти каждый значительный персонаж в романах Тургенева имел одного или нескольких прототипов, которые рано или поздно указывались самим автором или обнаруживались в процессе литературоведческого исследования», и действительно, для ряда создания образов ряда персонажей «Отцов и детей» указаны конкретные прототипы, но:

Одинцова в этом отношении представляет собою если не единственное, то одно из весьма немногих исключений. По-видимому, не случайно авторская обобщенная её характеристика, высказанная в письме к К. К. Случевскому («представительница наших праздных, мечтающих, любопытных и холодных барынь-эпикуреек, наших дворянок»).
Однако, Тургенев в «формуляре» прямо указал на прототип её внешности: «Наружность её вроде Княжны Долгор(укой). Очень стройна — некрасива с первого взгляда, кожа не совсем чиста, нос довольно толстый — но удивительные глаза» — речь идёт о А. С. Долгоруковой-Альбединской — фаворитке императора Александра II с начала 1850-х до 1862 года (она же была прототипом Ирины в романе «Дым» И. С. Тургенева).
Также в «формуряле» указаны прототипы для создания характеров мужа, отца и тётки героини:
Муж — в формуляре указано, что «вышла за Одинцова, очень богатого человека 46 лет, чудака и меланхолика (вроде Н. В. Киреевского)» — Н. В. Кириевский был близким знакомым семьи Тургеневых, крестным отцом младшего брата писателя С. С. Тургенева.
Отец — к характеристике «красавца, аффериста и игрока» есть в скобках приписка — «вроде Линева». В комментариях сделано предположение, что это вероятно — И. Л. Линев, художник-любитель, автор последнего прижизненного портрета Пушкина, или его сын, Л. И. Линев — отец Л. А. Линева.
Тётка — в «формуляре» прототипом указано «Mlle Berthe» — это Берта Виардо (1802—1883), незамужняя сестра Луи Виардо, мужа Полины Виардо.
Обращает на себя внимание, что писатель дал героине своё отчество.

### Вероятные прототипы
Литературоведы прототипами собирательного образа героини называли различных женщин из окружения писателя.
Полину Виардо «основным (хотя не единственным) прототипом образа Одинцовой» называет литературовед С. М. Аюпов.
Марию Александрову Маркович в качестве одного из прототипов называл Б. Б. Лобач-Жученко, обращий внимание, что в период написания романа — летом 1860 года Тургенев познакомился с ней, и как ей самой писал 13 августа А. И. Герцен: «Тургенев очарован Вами», при этом сам Тургенев, говоря о М. А. Маркович пользовался почти теми же словами, что и в «формуляре» Одинцовой, а в их переписке заметны почти буквальное совпадение споров Базарова с Одинцовой:

Это очень милая, умная, хорошая женщина с поэтическим складом души (…). Чур не влюбитесь! Что весьма возможно, несмотря, что она не очень красива.— И. С. Тургенев - П. В. Анненкову, об М. А. Маркович, письмо от 26 июня (8 июля) 1860 г.
| персонаж А. С. Одинцова, фрагмент текста романа «Отцы и дети»                                                         | М. А. Маркович, письмо к Тургеневу от 24 февраля (8 марта) 1861 г. |
| --- | --- |
| Стало быть, по-вашему, нет разницы между глупым и умным человеком, между добрым и злым? … Вы меня удивляете, господа… | Помните, Вы как-то сказали: «Что такое добрый, честный человек? Что такое злодей? Что правда — неправда? В сущности, всё одинаково». А я думаю, что есть разница и, право, большая — не надо же смешивать и говорить так. |

В «формуляре» она действительно упоминается — писателем указано, что от «M (арии) А(лександровны)» взята манера говорить — но не для персонажа А. С. Одинцовой, а для её сестры Катерины.

### Связь с героинями других литературных произведений
Г. Н. Яковлев отмечал («Ах, лукавый Тургенев!»), что вскользь брошенная в романе, но отмеченная Тургеневым уже в формуляре, характеристика героини «Говорит по- русски отлично, даже слишком хорошо», явно наводит на образ пушкинской Татьяны Лариной, которая, как известно, «по-русски плохо знала».
По мнению А. И. Батюто прототипом образа Одинцовой вероятно стал другой литературный персонаж — Беловодова из романа Гончарова «Обрыв», ещё до выхода романа его отрывок «София Николаевна Беловодова» был напечатан в февральском номере журнала «Современник» за 1860 год — за несколько месяцев до появления у Тургенева замысла «Отцов и детей», и тогда Беловодова не понравилась Тургеневу. Как пишет литературовед «есть основание предполагать, что появление образа Одинцовой в романе „Отцы и дети“ в какой-то мере обусловлено творческим соревнованием с Гончаровым» и отмечает, что если такое соревнование имело место — то победа осталась за Тургевневым:

Беловодова и Одинцова похожи друг на друга как сестры-близнецы с той, однако, весьма существенной и далеко не случайной разницей, что, типологически родственный холодной красавице Гончарова, тургеневский образ получился несравненно более живым, впечатляющим и привлекательным. Идя в данном случае вслед за Гончаровым, Тургенев явно превзошёл своего предшественника в главном — в создании полной иллюзии животрепещущей реальности.

## Усадьба Никольское
Усадьба Никольское стояла на пологом открытом холме, в недальнем расстоянии от желтой каменной церкви с зеленою крышей, белыми колоннами. … За церковью тянулось в два ряда длинное село с кое-где мелькающими трубами над соломенными крышами.
Главный дом усадьбы был построен в одном с церковью в александровском стиле, также выкрашен желтою краской, крышу имел зеленую, с белыми колоннами и фронтоном с гербом. К дому вела аллея стриженых елок.
Старинный сад располагался по сторонам дома, между теплицей и прудом была заросшая густым кустарником беседка в виде греческого портика с колоннами.
Одинцовой принадлежит имение Никольское, что в 40 верстах от губернского города; в плане романа указано, но зачёркнуто — Орла.
Усадьба, где развивается вторая половина романа, как его пространственное составляющее играет важную роль в развитии сюжета.
Описание усадьбы в романе подробно, поэтично воспроизводится её атмосфера, порожденная повседневным бытом обитателей усадьбы, и, как отмечается литературоведами, это не только «типичный для Тургенева композиционный зачин перед встречей Базарова и Аркадия с Одинцовой» — образ усадьбы представлен несколькими точками зрения и персонажными оценками, темпоральным контрастом («тогда» — «теперь»), оживляющими образ, и «как будто» относит образ усадьбы к прошлому.
С. М. Аюпов обратил внимание, что автор всячески подчёркивает сходство дома, где живёт Одинцова, с находящимся рядом храмом.
Литературовед Ю. В. Лебедев отмечал, что «всё это отнюдь не случайные детали» в подробном описании поместья — свидетеля старой аристократической культуры, и в том впечатлении, которое оно производит на героев:

Над миром аристократического поместья царствует призрак покойного Одипцова. Жизнь скоротечна, тщетны были надежды хозяина усадьбы прочно укорениться в ней. Но прошлое, как показывает Тургенев, не уступает без боя своих позиций, властвует над настоящим. … Смелого отрицателя традиций, преданий и авторитетов Тургенев сводит лицом к лицу с бывшим хозяином поместья: «Над средним диваном висел портрет, и, казалось, недружелюбно глядел …». Базаров робеет перед этим взглядом в окружении аристократического быта: «Аль удрать?».
Имела ли усадьба конкретный прототип — точно неизвестно. Тургенев заканчивал писать роман в 1861 году в своей усадьбе Спасское-Лутовиново.
Литературоведами отмечено, что только три топонима названы в романе: Марьино — усадьба Кирсановых, Никольское — усадьба Одинцовой, и Хохловские выселки, но в плане романа писатель указал, что усадьба находится недалеко от города Орла (вначале было 20 верст, затем изменил на 30, в романе указано 40), а также указано что постоялый двор — «вроде Далматовского».
Однако, по мнению краеведа В. А. Новикова название усадьбы в романе реальное — речь идёт о «Ситово, Никольское тож, село» ныне в Тульской области:

Возьмите описание в романе усадьбы, в которой жила героиня произведения Анна Сергеевна Одинцова. Она напоминает ситовскую усадьбу Свечиных. И название села Никольское — не случайное. Это второе название села Ситово. Недалеко от него есть сельцо Одинцово, которое когда-то принадлежало родственникам Тургенева по отцовской линии. Возможно, что это и помогло ему наделить такой фамилией овою героиню. В нескольких километрах от Ситова есть деревня Марьино, которая, очевидно, также чем-то привлекла внимание Тургенева.
Усадьбой и селом владел Фёдор Александрович Свечин (1844—1894), заядлый охотник, автор ряда книг про охоту, знакомый с И. С. Тургеневым, который бывал в усадьбе. О времени проведённом в Ситово-Никольское писатель тепло вспоминал в письме А. И. Свечиной от 2 марта 1859 года: «пребыванье в Вашем деревенском доме — всегда было сохранено в моей памяти как одно из самых приятных впечатлений всей моей прошедшей жизни…».
Усадьба в селе Ситово-Никольском — не сохранилась, церковь при ней — ныне в полуразрушенном состоянии.